# Lodovica Comello
Lodovica Comello (født 13. april 1990) er en italiensk sangerinde og skuespillerinde. Hun er mest kendt for at spille Francesca Caviglia i TV-serien Violetta på Disney Channel. Derudover har hun udgivet to soloalbums; Universo fra 2013 og Mariposa fra 2015.

## Diskografi

### Studiealbum
| 2013 | Universo - Udgivet: November 19, 2013 - Pladeselskab: Sony/BMG Italia - Formater: CD, digital download | 22 | 12 | 56 | —  |
| 2015 | Mariposa - Udgivet: 3. februar, 2015 - Pladeselskab: Sony/BMG Italia - Formater: CD, digital download  | 13 | 12 | 81 | 10 |
| 2018 | TBA |    |    |    |    |

### Singles
| År   | Single                                        | Album                               |
| ---- | --------------------------------------------- | ----------------------------------- |
| 2013 | "Universo"                                    | Universo                            |
| 2014 | "Otro día más"                                | Universo                            |
| 2014 | "I Only Want to Be with You"                  | Universo                            |
| 2015 | "Todo el resto no cuenta"                     | Mariposa                            |
| 2015 | "Sin usar palabras" (featuring Abraham Mateo) | Mariposa                            |
| 2016 | "Non cadiamo mai"                             | TBA                                 |
| 2017 | "Il cielo non mi basta"                       | Sanremo music festival promo single |
| 2017 | "Le mille bolle blu"                          | Sanremo music festival promo single |
| 2017 | "50 Shades of Colours"                        | TBA                                 |
| 2018 | "Run"                                         | TBA                                 |

### Musikvideoer
- Universo (2013)
- Otro Día Más (2014)
- I Only Want to Be With You (2014)
- Todo El Resto No Cuenta (2015)
- Sin usar palabras feat. Abraham Mateo (2015)
- Sin usar palabras feat. Szymon Chodyniecki (Polish version, 2015)
- Non Cadiamo Mai (2016)
- Il Cielo Non Mi Basta (2017)
- 50 Shades of Colours (2017)
- Run (2018)

### Violettasoundtracks
| År   | Sang                                                                                           | Album                |
| ---- | ---------------------------------------------------------------------------------------------- | -------------------- |
| 2012 | "Algo suena en mi" (with Facundo Gambandé & Candelaria Molfese)                                | Violetta             |
| 2012 | "Juntos somos más" (med Mercedes Lambre, Facundo Gambandé & Candelaria Molfese)                | Violetta             |
| 2012 | "Junto a ti" (med Martina Stoessel)                                                            | Violetta             |
| 2012 | "Veo veo" (medMartina Stoessel & Candelaria Molfese)                                           | Violetta             |
| 2012 | "Ven y canta" (med de medvirkende i Violetta)                                                  | Violetta             |
| 2012 | "Ti credo"                                                                                     | Violetta             |
| 2012 | "Ser mejor" (med de medvirkende i Violetta))                                                   | Cantar es lo que soy |
| 2012 | "Tienes el talento" (med de medvirkende i Violetta)                                            | Cantar es lo que soy |
| 2013 | "Código amistad" (medMartina Stoessel & Candelaria Molfese)                                    | Hoy somos más        |
| 2013 | "Euforia" (med de medvirkende i Violetta)                                                      | Hoy somos más        |
| 2013 | "Alcancemos las estrellas" (medMartina Stoessel, Mercedes Lambre & Candelaria Molfese)         | Hoy somos más        |
| 2013 | "On Beat" (med de medvirkende i Violetta)                                                      | Hoy somos más        |
| 2013 | "Algo se enciende" (med de medvirkende i Violetta)                                             | Hoy somos más        |
| 2013 | "Esto no puede terminar" (med de medvirkende i Violetta)                                       | Violetta en vivo     |
| 2014 | "En gira" (med de medvirkende i Violetta)                                                      | Gira mi canción      |
| 2014 | "Encender nuestra luz" (med Martina Stoessel, Mercedes Lambre, Candelaria Molfese & Alba Rico) | Gira mi canción      |
| 2014 | "Aprendí a decir adiós"                                                                        | Gira mi canción      |
| 2014 | "A mi lado" (med Martina Stoessel & Candelaria Molfese)                                        | Gira mi canción      |
| 2014 | "Friends till the end" (med de medvirkende i Violetta)                                         | Gira mi canción      |
| 2015 | "Crecimos juntos" (med de medvirkende i Violetta)                                              | Crecimos juntos      |
| 2015 | "Es mi pasión" (med de medvirkende i Violetta)                                                 | Crecimos juntos      |
| 2015 | "Llámame" (med de medvirkende i Violetta)                                                      | Crecimos juntos      |

### Turnéer
- 2009: "Il Mondo di Patty" (som backupsanger og danser)
- 2010: "Antonella in concert" (som backupsanger og danser)
- 2013-2014: "Violetta en vivo" (som navngivet medlem)
- 2015: "Lodovica World Tour" (soloturné)
- 2017: "Noi2 Tour" (soloturné)